# گانینگ، نیو ساوت ولز
گانینگ (به انگلیسی: Gunning) یک شهرک در استرالیا است که در نیو ساوت ولز واقع شده‌است.